# M27 motorway
Die Motorway M27 ist eine 46 km lange Autobahn im Süden Englands. Die Südküstenautobahn führt von Lyndhurst (westlich von Southampton) nach Portsmouth. Die Eröffnung einzelner Teilstücke erfolgte in den Jahren 1975 bis 1983.
Die M27 sollte ursprünglich weiter bis Chichester verlaufen. Obwohl zumindest zwischen Portsmouth und Havant (Knoten mit der A3(M)) ist die Straße A27 sechs- bis achtstreifig und hat auch einen Standstreifen, bleibt sie eine A-Straße, ebenso wie der weitere vierstreifige Teil bis Chichester.